# Kung Fu Panda: La Leyenda de Po (temporada 2)
Esta es la segunda temporada de Kung Fu Panda: la leyenda de Po. La temporada dio inicio con el episodio de «Kung Fu Day Care», el 6 de abril de 2012 por Nickelodeon siendo un adelanto de dicha temporada. La temporada tomo inicio de nuevo el 26 de septiembre de 2012 con el episodio de «Royal Pain», terminando el 21 de julio de 2013 con 26 episodios.

## Emisión
Esta temporada dio inicio el 6 de abril de 2012 por Estados Unidos con el episodio de Kung Fu Day Care que fue un adelanto de la temporada, en Latinoamérica dio inicio el 14 de septiembre de 2012 y en España el 31 de octubre de 2012.
El episodio The Po Who Cried Ghost fue estrenado como especial de Halloween el 27 de octubre de 2013 y el 31 de octubre de 2012 por Latinoamérica y España. El episodio Secret Admirer fue estrenado en Latinoamérica el 14 de febrero de 2013 como especial del Día de San Valentín

## Reparto
- Mick Wingert como el Maestro Po
- Fred Tatasciore como el Maestro Shifu
- Kari Wahlgren como la Maestra Tigresa
- Phil LaMarr como el Maestro Mono
- Lucy Liu como la Maestra Víbora
- Maurice Lamarche como el Maestro Mantis
- Frank Welker como el Maestro Grulla
- Billy West como el Sr. Ping

## Lista de episodios
| N.º       | Título                                           | Fecha de emisión original | Estreno en Latinoamérica | Estreno en España       |
| --------- | ------------------------------------------------ | ------------------------- | ------------------------ | ----------------------- |
| 27-1      | «Guardería del Kung Fu» «Kung Fu Day Care»       | 6 de abril de 2012        | 10 de octubre de 2012    | 1 de marzo de 2013      |
| 28-2      | «N/A» «Royal Pain»                               | 26 de septiembre de 2012  | 14 de septiembre de 2013 | 21 de junio de 2013     |
| 29-3      | «El Po más Peligroso» «The Most Dangerous Po»    | 26 de octubre de 2012     | 24 de octubre de 2013    | 15 de marzo de 2013     |
| 30-4      | «Po y los Fantasmas» «The Po Who Cried Ghost»    | 27 de octubre de 2012     | 31 de octubre de 2012    | 31 de octubre de 2012   |
| 31-5      | «Zapatos de Kung Fu» «Kung Shoes»                | 3 de noviembre de 2012    | 18 de enero de 2013      | 27 de abril de 2013     |
| 32-6      | «N/A» «Bosom Enemies»                            | 10 de noviembre de 2012   | 28 de septiembre de 2013 | N/A                     |
| 33-34/7-8 | «El Regreso del Dragón» «Enter the Dragon»       | 12 de noviembre de 2012   | 4 de abril de 2013       | N/A                     |
| 35-9      | «El Maestro y el Panda» «Master and the Panda»   | 24 de noviembre de 2012   | 22 de mayo de 2013       | 14 de junio de 2013     |
| 36-10     | «El Presente» «Present Tense»                    | 8 de diciembre de 2012    | 13 de diciembre de 2012  | 25 de diciembre de 2012 |
| 37-11     | «La Espalda de Shifu» «Shifu's Back»             | 8 de diciembre de 2013    | 14 de enero de 2013      | 13 de abril de 2013     |
| 38-12     | «N/A» «Terror Cotta»                             | 15 de enero de 2013       | N/A                      | N/A                     |
| 39-13     | «N/A» «The Spirit Orb's of Master Ding»          | 16 de enero de 2013       | N/A                      | N/A                     |
| 40-14     | «El Mantis Maltés» «The Maltese Mantis»          | 17 de enero de 2013       | 17 de octubre de 2012    | 8 de marzo de 2013      |
| 41-15     | «N/A» «Invitation Only»                          | 18 de enero de 2013       | N/A                      | N/A                     |
| 42-16     | «El Extraño de la Noche» «The Midnight Stranger» | 20 de enero de 2013       | 16 de enero de 2013      | 20 de abril de 2013     |
| 43-17     | «Detengan al Mensajero» «Shoot the Messenger»    | 22 de enero de 2013       | 29 de mayo de 2013       | N/A                     |
| 44-18     | «Una Historia de Tigresa» «A Tigress Tale»       | 23 de enero de 2013       | 15 de mayo de 2013       | 7 de mayo de 2013       |
| 45-19     | «Grulla al Borde» «Crane on a Wire»              | 24 de enero de 2013       | 14 de enero de 2013      | 6 de abril de 2013      |
| 46-20     | «N/A» «The Secret Museum of Kung Fu»             | 25 de enero de 2013       | N/A                      | N/A                     |
| 47-21     | «N/A» «Bride of Po»                              | 14 de febrero de 2013     | N/A                      | N/A                     |
| 48-22     | «N/A» «Five is Enough»                           | 17 de junio de 2013       | N/A                      | N/A                     |
| 49-23     | «N/A» «Mama Told Me not to Kung Fu»              | 18 de junio de 2013       | N/A                      | N/A                     |
| 50-24     | «La Admiradora Secreta» «Secret Admirer»         | 19 de junio de 2013       | 14 de febrero de 2013    | N/A                     |
| 51-25     | «Tiempo de Qilin» «Qilin Time»                   | 20 de junio de 2013       | N/A                      | N/A                     |
| 52-26     | «Huge»                                           | 21 de junio de 2013       | N/A                      | N/A                     |